# Paraisópolis
Paraisópolis is een gemeente in de Braziliaanse deelstaat Minas Gerais. De gemeente telt 18.844 inwoners (schatting 2009).

## Geboren
- Amílcar de Castro (1920-2002), beeldhouwer en graficus